# Vela ai Giochi della XXIX Olimpiade
Le gare di vela si sono svolte a Pechino dal 9 al 21 agosto 2008 a Tsingtao nella Centro velico internazionale di Tsingtao.

## Classi

Le otto classi presenti ai Giochi olimpici di Pechino 2008, da sinistra: Windsurf, Laser (Laser radial per le donne), Finn, 470, 49er, Yngling (solo donne), Star (solo uomini) e Tornado

## Calendario
| Uomini |  |  |  |  |  |  |  |         |      | 470 | Laser | Windsurf | Star    | 4  |
| Donne  |  |  |  |  |  |  |  | Yngling |      | 470 | Laser | Windsurf |         | 4  |
| Misto  |  |  |  |  |  |  |  | Finn    | 49er |     |       |          | Tornado | 3  |
| Totale |  |  |  |  |  |  |  | 2       | 1    | 2   | 2     | 2        | 2       | 11 |

|  | Qualificazioni |  | FINALI |

## Podi

### Uomini
| Evento              | Oro                                     | Perform. | Argento                                 | Perform. | Bronzo                                      | Perform. |
| Windsurf (dettagli) | Tom Ashley                              | 52       | Julien Bontemps                         | 53       | Shahar Zubari                               | 58       |
| Laser (dettagli)    | Paul Goodison                           | 63       | Vasilij Žbogar                          | 71       | Diego Romero                                | 75       |
| 470 (dettagli)      | Australia Nathan Wilmot Malcolm Page    | 42       | Gran Bretagna Nick Rogers Joe Glanfield | 64       | Francia Nicolas Charbonnier Olivier Bausset | 66       |
| Star (dettagli)     | Gran Bretagna Iain Percy Andrew Simpson | 45       | Brasile Robert Scheidt Bruno Prada      | 53       | Svezia Fredrik Lööf Anders Ekström          | 53       |

### Donne
| Evento              | Oro                                               | Perform. | Argento                                                | Perform. | Bronzo                                                        | Perform. |
| Windsurf (dettagli) | Yin Jian                                          | 39       | Alessandra Sensini                                     | 40       | Bryony Shaw                                                   | 45       |
| Laser (dettagli)    | Anna Tunnicliffe                                  | 37       | Gintarė Volungevičiūtė                                 | 42       | Xu Lijia                                                      | 50       |
| 470 (dettagli)      | Australia Elise Rechichi Tessa Parkinson          | 43       | Paesi Bassi Marcelien de Koning Lobke Berkhout         | 53       | Brasile Fernanda Oliveira Isabel Swan                         | 60       |
| Yngling (dettagli)  | Gran Bretagna Sarah Ayton Sarah Webb Pippa Wilson | 24       | Paesi Bassi Mandy Mulder Annemieke Bes Merel Witteveen | 33       | Grecia Sofia Bekatōrou Sofia Papadopoulou Virginia Kravarioti | 48       |

### Misto
| Evento             | Oro                                     | Perform. | Argento                               | Perform. | Bronzo                                    | Perform. |
| Finn (dettagli)    | Ben Ainslie                             | 23       | Zach Railey                           | 45       | Guillaume Florent                         | 58       |
| 49er (dettagli)    | Danimarca Jonas Warrer Martin Kirketerp | 61       | Spagna Iker Martínez Xabier Fernández | 64       | Germania Jan-Peter Peckolt Hannes Peckolt | 66       |
| Tornado (dettagli) | Spagna Antón Paz Fernando Echavarri     | 44       | Australia Darren Bundock Glenn Ashby  | 49       | Argentina Santiago Lange Carlos Espínola  | 56       |

## Medagliere
| Pos.   | Paese         | Oro | Argento | Bronzo | Totale |
| ------ | ------------- | --- | ------- | ------ | ------ |
| 1      | Gran Bretagna | 4   | 1       | 1      | 6      |
| 2      | Australia     | 2   | 1       | 0      | 3      |
| 3      | Spagna        | 1   | 1       | 0      | 2      |
| 3      | Stati Uniti   | 1   | 1       | 0      | 2      |
| 5      | Cina          | 1   | 0       | 1      | 2      |
| 6      | Danimarca     | 1   | 0       | 0      | 1      |
| 6      | Nuova Zelanda | 1   | 0       | 0      | 1      |
| 8      | Paesi Bassi   | 0   | 2       | 0      | 2      |
| 9      | Francia       | 0   | 1       | 2      | 3      |
| 10     | Brasile       | 0   | 1       | 1      | 2      |
| 10     | Italia        | 0   | 1       | 1      | 2      |
| 12     | Lituania      | 0   | 1       | 0      | 1      |
| 12     | Slovenia      | 0   | 1       | 0      | 1      |
| 14     | Argentina     | 0   | 0       | 1      | 1      |
| 14     | Germania      | 0   | 0       | 1      | 1      |
| 14     | Grecia        | 0   | 0       | 1      | 1      |
| 14     | Israele       | 0   | 0       | 1      | 1      |
| 14     | Svezia        | 0   | 0       | 1      | 1      |
| Totale | Totale        | 11  | 11      | 11     | 33     |